# Svět Ptavvů
Svět Ptavvů (ISBN 80-85892-20-0) je sci-fi novela od Larryho Nivena, která byla prvně vydána roku 1968 a zabývala se historií Známého vesmíru. Její publikaci předcházela krátká povídka, vydaná roku 1965 pod stejným jménem.

## Příběh
Před miliardou let ovládala mocná rasa Thrintů celou Galaxii pomocí mentální kontroly, zotročila veškeré známé rasy. Jediný příslušník rasy Thrintů byl schopen ovládat planetu plnou bytostí, které se následně staly jeho otroky. Časem se ale podařilo rase Tnuctipunů připravit zbraň proti Thrintům. Při revoluci byly vyhlazeni Thrintové, ale i samotní vzbouřenci. Jednomu z vládců se ale podařilo přežít ve stázi na mořském dně na planetě Zemi.
Na Zemi na dně oceánu je nalezena socha, která je podrobena změření stáří. Výsledky měření ukazují, že její původ spadá do daleké historie před 1,5 miliardy let. Tým výzkumníků předpokládá, že se jedná o vesmírného cestovatele, uvězněného v nějakém druhu časového pole, které má za úkol ho chránit před nebezpečím, ale které se z nějaké příčiny poškodilo. Na pomoc je povolán telepat Larry Greenberg, který se má pokusit spojit s myslí spícího kosmického návštěvníka v časovém poli. Okolo jeho samotného i sochy návštěvníka je vytvořeno další časové pole, které umožní probourání do stejné časové roviny. Telepat rychle zjišťuje, že v poli je uvězněn žijící příslušník rasy Thrintů. Telepatické rasy, která před miliardami let ovládla celou Galaxii pomocí kontroly mysli a zotročila veškeré žijící rasy.
Během spojení dojde k nehodě a Thrintovi Kzanolovi se podaří uniknout z časového pole. Díky krátkému spojení myslí došlo k přenesení Thrintových vzpomínek do mozku Larryho Greenberga, který začíná ztrácet pojem o své identitě a začíná se stávat v mysli Thrintem. Začíná se stále více domnívat, že je posledním žijícím Thrintem Kzanolem, uvězněným v mimozemském těle. Oba dva, skutečný Thrint i Larry Greenberg, ukradnou loď a vydávají se na cestu k planetě Pluto, kde je podle vzpomínek ukryt přístroj pro zesilování telepatických dovedností, který umožní ovládnout celé lidstvo.
Důležitým elementem celého příběhu, který se neustále objevuje, je studená válka mezi Zemí a Pásem asteroidů, ve kterém se jedná o ovládnutí nerostného bohatství.
Díky znalostem a vzpomínkám Kzanola je schopen v závěru povídky Greenberg uvěznit Kzanola zpět do časového pole a tím zachránit lidstvo před zotročením. Greenberg si ale odnáší část vědomostí Thrintů a plánuje se vydat na Jinx rozluštit písmo bandersnatchů.